# Мюріель Юртіс
Мюріель Юртіс-Уаїрі (фр. Muriel Hurtis-Houairi; нар. 25 березня 1979) — французька легкоатлетка, яка спеціалізувалася на спринті.

## Спортивні досягнення
Бронзова олімпійська призерка з естафетного бігу 4×100 метрів (2004). Фіналістка (4-е місце) олімпійських змагань з естафетного бігу 4×100 метрів (2000). Фіналістка (5-е місце) олімпійських змагань з естафетного бігу 4×400 метрів (2012). Також брала участь у трьох олімпійських змаганнях з бігу на 200 метрів (2000, 2004, 2008) та естафетного бігу 4×100 метрів (2008), на яких не змогла потрапити до фінальних забігів.
Чемпіонка світу з естафетного бігу 4×100 метрів (2003). Дворазова срібна призерка чемпіонатів світу з естафетного бігу 4×100 метрів (1999, 2001). Бронзова призерка чемпіонатів світу з бігу на 200 метрів (2003) та естафетного бігу 4×400 метрів (2013).
Чемпіонка світу в приміщенні з бігу на 200 метрів (2003). Фіналістка (5-і місця) чемпіонатів світу в приміщенні з бігу на 60 метрів (2004) та 200 метрів (2001).
Була 2-ю на Кубку світу з бігу на 200 метрів та естафетного бігу 4×100 метрів (2002).
Чемпіонка світу серед юніорів з бігу на 200 метрів (1998). Срібна призерка чемпіонату світу серед юніорів з естафетного бігу 4×100 метрів (1998).
Чемпіонка Європи з бігу на 200 метрів (2002), а також естафетного бігу 4×100 метрів (2002) та 4×400 метрів (2014). Фіналістка чемпіонатів Європи з бігу на 400 метрів (7-е місце у 2010 та 8-е місце у 2012) та естафетного бігу 4×400 метрів (5-е місце у 2010).
Дворазова чемпіонка Європи в приміщенні з бігу на 200 метрів (2000, 2002). Бронзова призерка чемпіонату Європи в приміщенні з естафетного бігу 4×400 метрів (2011). Посіла 4-е місце на чемпіонаті Європи в приміщенні з естафетного бігу 4×400 метрів (2013).
Перемагала на Кубках Європи в бігу на 100 метрів (2002), 200 метрів (2000, 2002, 2004, 2007, 2008) та естафетному бігу 4×100 метрів (1999, 2000, 2002, 2003, 2004). Була 2-ю на Кубку Європи в естафетному бігу 4×100 метрів (2007) та на командному чемпіонаті Європи (2010). Була 3-ю на Кубках Європи в бігу на 200 метрів (1999, 2003).
Чемпіонка Франції з бігу на 200 метрів (2000, 2002, 2007, 2008) та 400 метрів (2010, 2011, 2012).
Чемпіонка Франції в приміщенні з бігу на 200 метрів (1999, 2002, 2003).

## Визнання
- Кавалер Ордена Почесного легіону (2018)